# Heißluft-Luftschiff

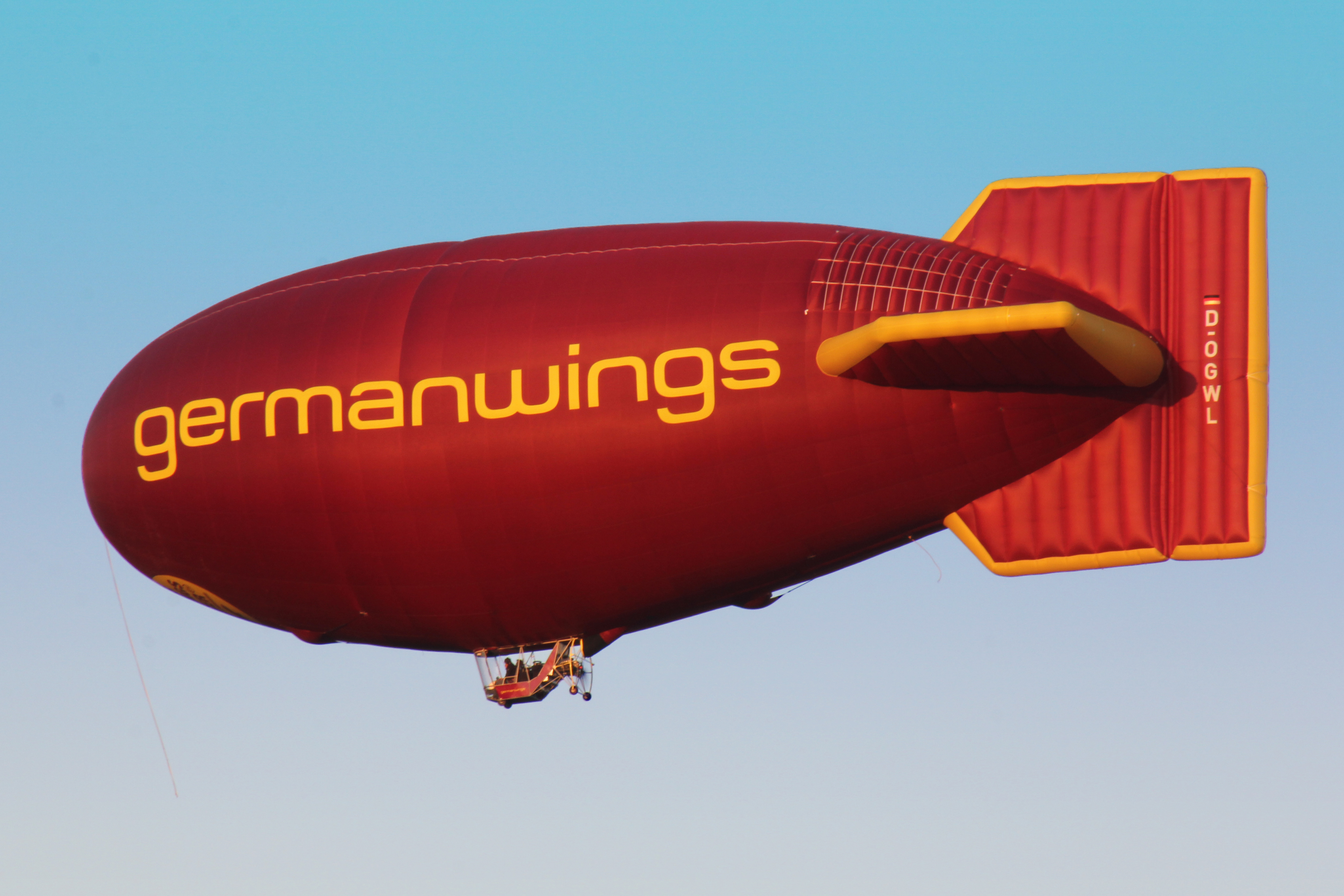
Heißluft-Luftschiff mit Werbeaufdruck über Köln

Heißluft-Luftschiffe sind Luftschiffe, die ihren statischen Auftrieb durch den Dichteunterschied zwischen heißer und kalter Luft erhalten. Sie wurden von der Technologie der Heißluftballone abgeleitet.

## Geschichte der Heißluft-Luftschiffe
Die ersten Heißluft-Luftschiffe, deren Auftrieb ausschließlich durch die Erwärmung des Tragvolumens erzeugt wird, tauchten mit der Renaissance des Heißluftballons in den 1970er-Jahren auf, zunächst ausschließlich durch englische Firmen. Cameron Balloons in Bristol baute neben den klassischen Heißluftballonen die ersten Heißluft-Luftschiffe ab Mitte der 1970er-Jahre. Diese frühen Heißluft-Luftschiffe waren wie in die Breite gezogene Heißluftballone. Form und Stabilität wurden nur durch den statischen Druck der Heißluft innerhalb der Hülle erzielt. Der Brenner war wie beim Ballon unterhalb der unten offenen Hülle angebracht.
Ende der 1970er-Jahre brachte Thunder & Colt ein erstes Überdruck-Heißluft-Luftschiff auf den Markt, welches dem Cameron Typ technisch überlegen war. Bei dieser Entwicklung wird der Hüllendruck mit Hilfe eines Gebläses erhöht und stabilisiert. Der Brenner arbeitete im Inneren der nun vollkommen geschlossenen Hülle. Cameron zog Mitte der 1980er-Jahre mit der Einführung eines eigenen Überdrucktypen ähnlicher Bauweise nach. Seit Mitte der 1990er-Jahre ist auch Lindstrand Balloons mit einem eigenen Überdruck-Luftschifftyp am Markt vertreten. Die Anzahl der bis zur Jahrtausendwende von beiden Typen weltweit verkauften Luftschiffe wird auf etwa 100 geschätzt.
Eine Grundlagenforschung fand zunächst nicht statt. Die Entwicklungsarbeiten beschränkten sich damals auf das Experimentieren und der handwerklichen Umsetzung Flugerfahrungen weniger Piloten.
Es herrschten ein- bis zweisitzige Überdruck-Typen mit einem Volumen von 1500 bis 3000 m³ vor. Die Motorleistungen variierte dabei zwischen 18 und 37 Kilowatt (25–50 PS). Die erreichbaren Geschwindigkeiten lagen bei etwa 18 bis 28 km/h (10–15 kn). Die Flugzeiten der Serienmodelle betragen ein bis anderthalb Stunden, sie können bei Bodenwinden von 6 bis maximal 8 Knoten (Windstärke 2) eingesetzt werden. Konventionelle Heißluft-Luftschiffe sind demnach wetterempfindlicher als Heißluftballone und haben ein ähnliches Einsatzprofil wie die sogenannten Special Shape Ballons (Ballone mit Hüllen in Sonderform).

## Entwicklung in Deutschland

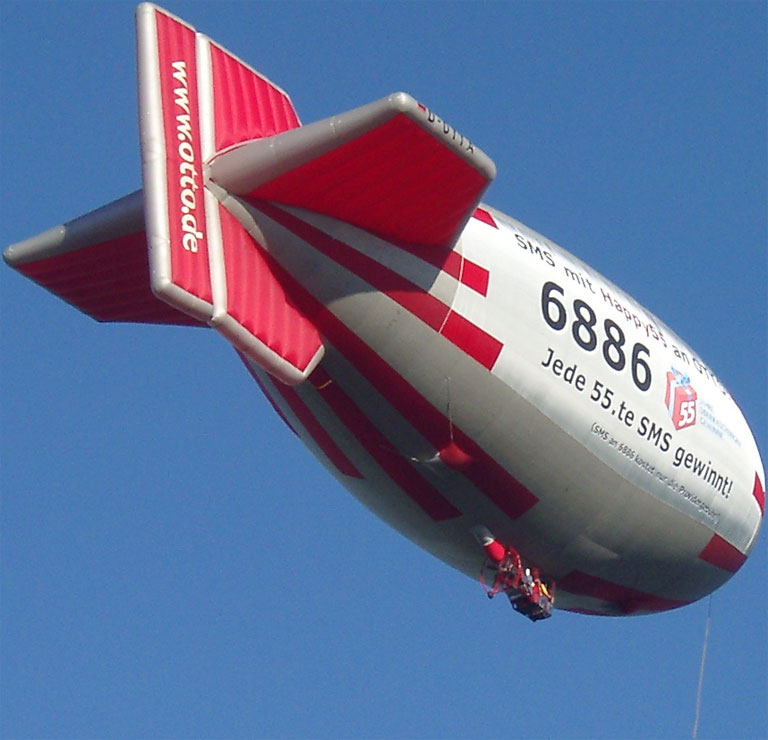
Ein Heißluft-Luftschiff als Werbeträger über Hamburg

Die in ehemalige GEFA-FLUG, Aachen, beschäftigte sich seit Mitte der 1970er-Jahre mit der Entwicklung von Heißluft-Flugsystemen, die in rund 20 Ländern zu wissenschaftlichen und kommerziellen Zwecken eingesetzt wurden. 1996 baute sie in Zusammenarbeit mit Thunder & Colt ein viersitziges Luftschiff, mit Musterzulassung beim LBA 1999. Insgesamt 25 solcher Fluggeräte hatte die GEFA-FLUG bis zu Beginn des Jahres 2002 hergestellt.
Aerostatische und aerodynamische Untersuchungen erfolgten, Hüllenstoffe wurden untersucht und Nahttechniken weiterentwickelt. Die Manövrierfähigkeit wurde durch pneumatischen Rudersteuerung zu verbessert, alles nach den Vorgaben des NRW-Technologieprojekts Heißluft-Luftschiff (1994–1999), im Wesentlichen wie folgt:
- Musterzulassung durch das Luftfahrt-Bundesamt
- Tragkraft für incl. Pilot vier Personen
- Flugeinsatz bei bis 12 Knoten Bodenwind
- Fluggeschwindigkeit über 20 Knoten
- Verbesserung der allgemeinen Manövrierfähigkeit
- Flugzeit auf mehr als mehr als 2 Stunden
- nur ein Zugfahrzeug mit Anhänger für Crew und Fluggerät
- Steigerung der Lebensdauer des Hüllenmaterials auf 400 bis 500 Stunden.

## Einsatzgebiete
Heißluft-Luftschiffe bedienen einen Nischenmarkt, im Wesentlichen durch limitiert durch die engen Einsatzbedingung Windgeschwindigkeit:

### Luftwerbung
Der Einsatzbedingung ähnelt denen von Heißluftballonen. Aufgrund des Motorantriebes kann ein Luftschiff jedoch im Gegensatz zum Ballon länger über einem vorher ausgewählten Standort verharren. Heißluft-Luftschiffe reagieren wie Heißluftballone empfindlich auf Thermik und werden deshalb in den Monaten mit hohen Sonnenständen (April bis September) vorzugsweise in den ersten Stunden nach Sonnenaufgang und in den letzten Stunden vor Sonnenuntergang eingesetzt, da dann die Luft auf Grund schwacher bzw. fehlender Thermik am ruhigsten ist.
Typische Einsatzgebiete sind:
Großveranstaltungen, bis in die Abendstunden, wie Open-Air-Konzerte, Volksfeste und Sportveranstaltungen. Einsätze in der Nähe von Autobahnen, Autobahnkreuzen und Ballungszentren in der morgendlichen oder abendlichen Hauptverkehrszeit. Im Winter rundet der Flug bei Wintersportveranstaltungen mit Flügen entlang von Skipisten oder Schanzen das Szenario ab.
Heißluft-Luftschiffe wurden gerne als Kameraplattform von Fernsehsendern und Fotojournalisten benutzt. Statt eines Honorars für die Flugzeit wurde häufig Sendezeit mit dem Einblenden des Luftschiffes durch eine zweite Kamera am Boden vereinbart – Produktplatzierung. Durch Kameradrohnen wird dieses Einsatzgebiet unbedeutender.

### Luftsport
Heißluft-Luftschiffe ähneln in vielen Punkten dem klassischen Heißluftballon. Der eigentliche Unterschied gegenüber dem Heißluftballon besteht im Antrieb, der dem Heißluft-Luftschiff seine Manövrierfähigkeit verleiht. Allerdings wird diese Manövrierfähigkeit von der jeweiligen Wetterlage mitbeeinflusst. Es lag auf der Hand, diese neuartigen Luftfahrzeuge auch zu Wettbewerben und Rekordzwecken einzusetzen. Es dauerte allerdings etwa 15 Jahre, bis es 1988 zur Durchführung der ersten offiziellen Weltmeisterschaft in Luxemburg kam.
Heißluft-Luftschiff-Wettbewerbe bestehen aus Distanz- und Dreiecksfahrten über Land, Slalomkursen, Demonstration der allgemeinen Manövrierfähigkeit, Präzisionsaufgaben mit zentimetergenauem Abwurf von Markern und Pylonrennen mit „fliegendem Start“. Das Anspruchsvolle an diesen Wettbewerben ist jeweils die Mischung der einzelnen von einer internationalen Jury gestellten Aufgaben zur jeweiligen Tagesaufgabe, die Piloten werden dabei sowohl psychisch, als auch physisch aufs Äußerste gefordert.
Sechs Weltmeisterschaften haben bis 2004 in Europa stattgefunden. Die erste außereuropäische Weltmeisterschaft wurde im September 1998 in Kanada veranstaltet. Die 10. Weltmeisterschaft findet 15. – 22. Februar 2018 im Tegernseer Tal statt; insgesamt 10 Mannschaften aus Litauen, Polen, Schweden, Schweiz, USA und Deutschland (mit 5 Meldungen) nehmen teil.
2015 fand die erste Deutsche Meisterschaft (Offiziell: „Offene Deutsche Luftschiff-Meisterschaft“) ebenfalls im Tegernseer Tal statt. Daneben gab es auch etliche Europameisterschaften und einige Luftschiff-Festivals sowie inoffizielle Wettbewerbe.
Ein deutsches Luftschiffrennen fand am 20. August 2005 in Bad Homburg vor der Höhe anlässlich des 95. Jahrestages der ersten deutschen Luftschiffparade statt. Es nahmen sieben Heißluft-Luftschiffe teil. Erster wurde Karl-Heinz Krug, Platz zwei ging an Tanja Witte, Dritter wurde Helmut Seitz.
Der Luftsport und alle Arten von Meisterschaften und Treffen tragen und trugen erheblich zur Weiterentwicklung von Heißluft-Luftschiffen bei. Das Gleiche gilt auch für die erheblich gestiegenen Fähigkeiten der Piloten.

### Umweltbeobachtung
Ein stetig wachsender Markt, der sich mit dem Heißluft-Luftschiff bedienen lässt, besteht im Umweltschutz und der Umweltbeobachtung.
Seit jeher wird der Einsatz von Ballonen und Luftschiffen für die Erderforschung und die Umweltbeobachtung propagiert und durchgeführt. In den 1920er- und 1930er-Jahren gab es einige Flugexpeditionen zur Erderkundung. 1926 und 1928 die Polarfahrten von Amundsen und Nobile mit den Luftschiffen „Norge“ und „Italia“, sowie 1931 die mehrtägige Polarforschungsfahrt des Luftschiffes LZ 127 „Graf Zeppelin“ unter der Leitung von Dr. Hugo Eckener.
Die Vorteile von Luftschiffen und insbesondere von Heißluft-Luftschiffen gegenüber „Schwerer als Luft“-Flugsystemen für Beobachtungsaufgaben sind u. a.: beliebig lange über einer Stelle zu schweben und Zwischenlandungen auch auf nicht vorbereitetem Gelände durchführen zu können, ggf. mit dem Einsammeln von Proben aller Art.
In Verbindung mit dem „Baumfloß“ leistete ein französisches Luftschiffteam wichtige Arbeit zur Dokumentation der tropischen Flora. Ein „Baumfloß“ ist eine Konstruktion aus Pontons und Netzen das vom Luftschiff auf das Kronendach des Tropischen Regenwaldes abgesetzt wird. Dort kann ein Forschungsteam Pflanzenproben sammeln, die auf ihre medizinische Verwendbarkeit untersucht werden. Um größere Flächen zu erkunden, kann das Luftschiff mit einem Pontondreieck – einer Miniaturform des Baumfloßes –, das unter dem Luftschiff angebracht ist, ebenfalls Proben sammeln. Seit 1986 gab es mehrere Expeditionen, die in Kamerun, Französisch-Guayana und Brasilien stattfanden.
Fotografische Dokumentationen beispielsweise der beiden Schlösser von Neuschwanstein, von Flusslandschaften bei Forschungsprojekten des World Wide Fund for Nature (WWF) in Deutschland und Österreich und ähnlichen Projekten des Naturschutzbundes Deutschland mit teilweise recht aufwändigen Dokumentationen von Überschwemmungsgebieten und Auenwäldern belegen auf sehr eindrucksvolle Weise die Eignung von Heißluft-Luftschiffen für das Umweltmonitoring bzw. die Nahbereichsvermessung. Das Heißluft-Luftschiff bietet oftmals die beste und häufig die einzige Möglichkeit wissenschaftliche Untersuchungen aus der Luft vorzunehmen, die vom Boden aus entweder sehr zeitaufwendig, oder auch teilweise unmöglich sind. Der Einsatz von „Schwerer als Luftfahrzeugen“ scheidet hierbei ebenfalls aus, da Flächenflugzeuge zu schnell fliegen und Hubschrauber mit ihrem Rotorabwind gerade die sensiblen Flächen stören, oder sogar zerstören, die es zu beobachten gilt.
Ein Einsatz ganz besonderer Art fand im März 1994 im hohen Norden Norwegens, in Vadsø, der Landestation der Polarexpeditionen von Amundsen und Nobile der 1920er Jahre statt. Dort, am nördlichsten Zipfel Europas und damit weit oberhalb des Polarkreises an der Barentssee erinnerte das „Adler Luftschiff“ im Rahmen der „Operation ARCTIC SKY ’94“ mit seinen Flügen am historischen Ankermast an frühere Luftschiffexpeditionen in der Arktis. Die Beförderung einer internationalen Sonderpost an Bord des „Adler Luftschiffes“ erbrachte durch den Verkauf dieser Briefe Spendenmittel in fünfstelliger Höhe für das Pestalozzi Kinderdorf am Bodensee.
Ein anderer großrahmiger Einsatz führte ein Luftschiffteam im Februar 1998 nach Tansania in die Serengeti. Sie operierten dort auf den Spuren von Vater und Sohn Grzimek, die dort Ende der 1950er-Jahre mit einer einmotorigen Dornier 27 die Wanderung der großen Tierherden beobachtet und analysiert haben. Das „Adler Luftschiff“ diente 1998 einmal mehr als Kameraplattform für ein Filmteam der ARD und von ARTE, um wie bei den Grzimeks in den 1950er-Jahren die Wanderung der großen Herden aus der Luft zu beobachten. „Serengeti wird nicht sterben“ hieß die Expedition in Analogie zum 40 Jahre früher gedrehten, weltberühmten und mit einem Oscar prämierten Film der Grzimeks. Auch bei diesem Vorhaben wurde eine Sonderpost befördert, ebenfalls mit Spendeneinnahmen in fünfstelliger Höhe. Der Film über diese Expedition wurde über zwanzig Mal auf verschiedenen deutschen und internationalen TV-Sendern ausgestrahlt.

## Technik
Historisch unterscheidet man zwei Bauformen, die natürlichen oder künstlichen Überdruck nutzen.

### Natürlicher Überdruck
Da ist zum einen der ohne künstlichen Überdruck auskommende Typ. Seine Form erhält er lediglich durch den statischen Druck der Heißluft in der Hülle und über eine Windschürze, die Fahrtwind in die Hülle presst. Diese Konzeption ist recht einfach in der Fertigung und in der Handhabung, da sie sich in allen Komponenten sehr eng an den bekannten Heißluftballon anlehnt. Die Brenneranlage befindet sich unterhalb der Füllöffnung in einer offenen Gondel, die oftmals einem Ballonkorb ähnelt. Aufgrund des geringen Überdruckes in der Hülle ist die Leistungsfähigkeit dieser Fluggeräte allerdings sehr begrenzt. Einsätze lassen sich nur bei (fast) Windstille und nur in böenfreier Luft durchführen.

### Künstlich erzeugter Überdruck
Um die allgemeine Leistungsfähigkeit zu steigern, entwickelte die englische Firma Thunder & Colt ab Ende der 1970er-Jahre ein Heißluft-Luftschiff mit künstlichem Überdruck. Der Überdruck wurde anfangs durch ein unterhalb des Brenners montiertes Gebläse, und zu einem späteren Zeitpunkt zusätzlich durch den Antriebspropeller erzielt. Das Brenneraggregat befindet sich bei diesem Typen im Inneren der nunmehr völlig geschlossenen Hülle.
Das bei beiden Bautypen vom Heißluftballon entlehnte Hüllenmaterial ließ allerdings auch bei den ersten Überdruck-Typen keine wirklich hohen Hüllendrücke zu, beziehungsweise die Lebensdauer der Hüllen betrug meist weniger als 100 Flugstunden. Dies änderte sich erst mit der Verwendung von hochreißfesten Nylongeweben mit Silikonbeschichtung. Der Überdruck beträgt bis zu 15 Pa, Gasluftschiffe nutzen im Vergleich einen Überdruck von rund 500 Pa.

### Antrieb und Steuerung
Als Antrieb werden Zweitakt-Ottomotoren verwendet. Je nach Luftschifftyp haben sie eine Leistung von etwa 20 – 50 kW. Der übliche Kraftstoffvorrat beträgt etwa 25 Liter. Für den Gasbrenner zum Erwärmen der Luft werden rund 60 kg Propangas mitgeführt.
Gesteuert wird mittels eines Seitenruders, die Höhensteuerung wird wie beim Heißluftballon manuell über die Häufigkeit und Dauer der Betätigung der meist einflammigen Brenneranlage realisiert. Höhen- und Seitenleitwerke sind, wie die Hülle, ebenfalls rein pneumatische Konstruktionen und am Heck angeordnet. Der für die Stabilität der Leitwerke notwendige Druck entsteht in der Regel über einen Teil des Propeller-Luftstroms, der durch eine Lufthutze hinter dem Antriebspropeller den Leitwerken zugeführt wird und dort für einen Überdruck sorgt. Die Leitwerke verfügen über keinerlei feste Bauteile.
Heißluft-Luftschiffe besitzen ein Abfluggewicht bis zu rund 900 kg.

### Gondel
Die Gondel besteht zumeist aus einem rostfreien Rohrrahmen und Aluminium- und Kunststoffverkleidungen.
Sie bietet Platz für zwei oder vier Personen. Die Sitzanordnung ist je nach Modell nebeneinander oder in Tandemkonfiguration ausgeführt. GEFA-FLUG stellte auch Heißluft-Luftschiffgondeln für sechs Insassen her.

### Vergleich mit Gas-Luftschiffen
Die Entwicklung, die Herstellung und auch der Betrieb von Gas-Luftschiffen sind sehr kostenintensiv, was ihre Verwendung in vielen Bereichen der Luftfahrt nach wie vor ausschließt. Konventionelle Gas-Luftschiffe sind personalintensiv im Betrieb und verursachen auch bei vorübergehendem Nichtgebrauch erhebliche Kosten z. B. für die Unterbringung und die Betreuung in einem Hangar. Gas-Luftschiffe lassen sich nur rentabel betreiben, wenn sie auf eine hohe Flugstundenzahl im Jahresgang kommen.
Bei all diesen Punkten haben Heißluft-Luftschiffe entscheidende Vorteile. Bei Nichtgebrauch können sie z. B. auf einem Transport-Anhänger verpackt werden und verursachen so keine weiteren nennenswerten Kosten. Das Gas-Luftschiff erreicht seinen jeweiligen Einsatzort nur mit erheblichen Aufwand an Logistik (Bodenmannschaft, Ankermast, Planungskosten etc.) und ausschließlich auf dem Luftweg. Das Heißluft-Luftschiff wird dagegen kostengünstig im Anhänger auf der Straße transportiert. Gas-Luftschiffe vergleichbarer Größe wie Heißluft-Luftschiffe haben auch heute meist noch Mannschaften von 8 bis 10 Mitarbeitern. Größere Gas-Luftschiffe älterer Bauart benötigen sogar bis zu 20 Personen.
Die Bodenmannschaft eines Heißluft-Luftschiffes kommt dagegen mit drei bis vier Personen aus, da diese Fluggeräte nur bei günstigem Wetter und für einige Stunden eingesetzt und nach erfolgtem Einsatz wieder verpackt werden.
Abgesehen von ihrer geringeren Leistungsfähigkeit sind Heißluft-Luftschiffe flexibler einsetzbar als Gas-Luftschiffe. Interessant ist dieser Umstand vor allem bei Planung von Einsätzen in entfernteren Ländern, in denen das Gas-Luftschiff entweder gar nicht, oder aber eben nur mit immensem Überführungsaufwand eingesetzt werden kann.
Ein erheblicher Nachteil des Heißluft-Luftschiffes gegenüber dem Gas-Luftschiff ist das physikalisch bedingte, erheblich größere notwendige Volumen um auf vergleichbare Nutzlasten zu kommen. Helium besitzt gegenüber erhitzter Luft bei den heute gebräuchlichen Temperaturen von max. 127 °C den ca. drei- bis dreieinhalbfachen Auftrieb. Dieser Umstand kann durch die Verwendung wesentlich leichterer Hüllenstoffe etwas ausgeglichen werden und wird sich durch die massive Weiterentwicklung von Heißluft-Luftschiffen (reißfestere Stoffe und deren höhere Temperaturbelastbarkeit) noch weiter verkleinern lassen. Ein erheblicher Unterschied wird aber, rein physikalisch bedingt, immer bestehen bleiben.
Auch werden Heißluft-Luftschiffe nie die Wetterfestigkeit von Gas-Luftschiffen erreichen, da sich bei höheren Windgeschwindigkeiten und turbulenter Luft die großen Heißluft-Luftschiffhüllen nicht aufrüsten (aufblasen und anheizen) lassen. Ihre Einsatzgrenze wird auf 12 bis maximal 15 Knoten Bodenwind geschätzt, die sich, wenn überhaupt nur mit erheblichem technologischem Aufwand, einer größeren Mannschaft und damit verbundenem größeren finanziellem Aufwand überwinden ließe. Damit wird jedoch der eigentliche Vorteil des Heißluft-Luftschiffes gegenüber dem Gas-Luftschiff, einfach und kostengünstig zu sein, geschmälert.
Einige kennzeichnende Parameter für Heißluft-Luftschiffe sind:
- kostengünstig in der Entwicklung und Herstellung, da technologisch (noch) recht einfach
- kostengünstig im Betrieb, vor allem bei kurzzeitiger, tageweiser Nutzung
- geringe Nutzlast ermöglicht nur kurze Flugzeiten; Flugeinsätze haben deshalb in der Regel lokalen bis regionalen Charakter
- Passagierbeförderung bei bisheriger Bauweise (in der Regel nur 1 Passagier) wirtschaftlich (vorläufig noch) unbedeutend.

## Ausbildung und Pilotenlizenz
Es sind mindestens 6 Flugstunden und Fahrten notwendig um in Deutschland die Fluglizenz für Heißluft-Luftschiffe zu erwerben. Voraussetzung für die Umschulung auf Heißluft-Luftschiffe ist das Vorhandensein einer Heißluftballon-Pilotenlizenz mit ausreichender Flugerfahrung.
Nicht nur der Pilot braucht Schulung, auch die Bodenmannschaft. Das Training schließt diese Fragen ebenfalls mit ein. Empfohlen wird jedem Piloten, seine eigene Mannschaft zur Schulung mitzubringen. Ebenfalls Inhalt der Ausbildung sind auch die Themen Wartung und Pflege, aber auch grundsätzliche Fragen bezüglich der Reparatur des Gesamtsystems.

## Ausblick und Entwicklungstendenzen
Zurzeit (Stand 1. Januar 2008) gibt es weltweit drei behördlich lizenzierte Unternehmen, die Heißluft-Luftschiffe herstellen, die englischen Anbieter Cameron Balloons/Thunder & Colt, Lindstrand Balloons und die deutsche GEFA-FLUG. Es ist der kleine Nischenmarkt, die nach wie vor relative Wetterbegrenztheit, das notwendige und hohe Spezialwissen, aber auch die relative Unbekanntheit des Flugsystems Heißluft-Luftschiff, die einer Verbreitung im größeren Umfang im Wege steht. Daneben muss berücksichtigt werden, dass auch der Betrieb von Heißluft-Luftschiffen einigen finanziellen Aufwand erfordert.
Ob es neben den hier beschriebenen viersitzigen Heißluft-Luftschiffen in der Zukunft auch noch größere Typen geben wird, hängt von der Entwicklung des Marktes für die derzeit lieferbaren Typen ab.
Weiterentwicklungsimpulse kommen beispielsweise über die Verbesserung der Manövrierfähigkeit, einhergehend auch mit der Reduzierung der Thermikempfindlichkeit. Die größten Potenziale liegen in der Weiterentwicklung der Hüllenstoffe, die noch leichter und fester werden, sowie höhere Temperaturen für gesteigerten Auftrieb erlauben und eine längere Lebensdauer besitzen. Eine Erhöhung des Innendrucks lässt höhere Fahrtgeschwindigkeiten zu, als mit den momentan verwendeten Materialien.
Bei GEFA-FLUG und der Firma Festo, einem Hersteller für Pneumatik-Komponenten, gibt es gemeinsame Überlegungen ein erhebliches Maß an pneumatischen Steuerungselementen einzubringen, um sowohl die Manövrierfähigkeit, aber auch den Bedienungskomfort für den Piloten zu erhöhen. Verschiedene Hersteller arbeiten an einem sogenannten „pneumatischen Muskel“, der gleich an mehreren Stellen Verwendung finden könnte.
Die Verbesserung der Heißluft-Luftschiffe steigert einerseits die Leistungsfähigkeit, verkleinert andererseits aber auch die Lücke im Anwendungsbereich gegenüber dem Gas-Luftschiff. Sie werden, zumindest auf absehbare Zeit, jedoch nicht in wirkliche Konkurrenz zueinander treten, sondern sich auf Grund ihrer unterschiedlichen Technik- und Anwendungsprofile ergänzen.
Die Entwicklungspotentiale des Heißluft-Luftschiffes werden höher eingeschätzt als die des Gas-Luftschiffes, welches sich durch seine über 150-jährige Entwicklungsgeschichte u. a. auch für militärische Zwecke auf einer sehr viel höheren Entwicklungsstufe befindet und daher nur in kleineren Schritten weiterentwickelt wird. Der physikalisch bedingte Unterschied der verschiedenen Dichten von erwärmter Luft und Helium als Traggas wird jedoch bleiben.

## Hersteller und Modelle
(Auswahl, nach Hersteller)
- Augur Aerostatic Systems Inc. (RosAeroSystems-Russland)
  - AV-1R (zweisitzig in Zusammenarbeit mit der tschechischen Firma Kubicek, s.r.o.)
  - Au-29 (einsitzig)
- Boland Balloon (USA)
  - Modell A-3 und A-5
- Cameron Balloons
  - AS80GD
  - AS105GD
  - AS105MKII
  - AS120MKII
- GEFA-FLUG
  - AS 105 GD (zwei- oder viersitzig)
  - AS 105 GD/6 (sechssitzig)
- Kubicek AV-1, 1997 von Kubicek Balloons/Tschechien für einen Kunden in Moskau/Russland gebaut
- Lindstrand Hot Air Balloons Ltd
  - HS110